# Uticai csata
Az uticai csatát Kr. e. 203-ban vívták a római és a karthágói seregek, a második pun háború idején. Egy meglepetésszerű támadással a római hadvezér, Scipio jelentős sikert ért el, megsemmisítve a nagyszámú karthágói és velük szövetséges numidiai csapatot Medjarda folyó torkolatához közel, a mai Tunéziában. Mivel döntő stratégiai előnyre tett szert, a háború színterét Itáliából Észak-Afrikába tette át karthágói területre, nagyban hozzájárulva a végső római győzelemhez.

## Előzmények

### Afrikai invázió
Afrika inváziója Kr. e. 204-ben kezdődött. Több száz szállító hajóval érkeztek a római csapatok, legfeljebb 35 000 katona, Cape Farinába (Rucosmona), körülbelül 35 km-re északkeletre Karthágótól. Már Scipio érkezése nagy félelmet keltett, s ő kihasználta a zavarodottságot s elfoglalt számos várost s a vidéken fosztogatott. A karthágói hadvezér aki szembeszállt vele, Hasdrubal volt, Gisgo fia. Hasdrubal jelentős lovasságot indított útnak, hogy megállítsa a pusztítást és korlátozza Scipio manővereit, ám a rómaiak legyőzték őket Salaeca városa mellett. Így a római hadvezér ideiglenes előnyre tett szert, mely csak erősödött, mikor Scipióhoz Masszinissza, a massyliaiak vezetője is csatlakozott. Hasdrubalt akadályozta Syphax habozása, "aki elbukott viszonozni a karthágóiak nagylelkű támogatását", így büntetlenül hagyva a rómaiaknak az ország pusztítását.

### Utica ostroma
Miután bőséges zsákmányt és nagyszámú rabszolgát gyűjtött, Scipio úgy döntött, hogy Utica ellen vonul. Célja volt elfoglalni az ősi föníciai várost, és a bázisává tenni későbbi hadműveleteihez. A közvetlen támadást a falak ellen visszaverték, jóllehet, a rómaiakat ostromgépek és a flotta is támogatta, tehát a rómaiaknak szabályos ostrommal kellett bevenniük a várost. A két nagy ellenséges hadsereg megjelenése hamar véget vetett az ostromnak. Ezek Hasdrubal és veje, Syphax csapatai voltak, aki látszólag nem hezitált többet. Appianosz szerint Hasdrubal 20 000 gyalogos és 7000 lovassal, míg hagyományos szerzők mint Polübiosz és Titus Livius szerint 33 000 katonával rendelkezett, míg Syphax kétszer ennyivel, ám ezen számokat a modern kutatók túlzásoknak tartják, az egyesült karthágói-numídiai sereget összesen 33 000–47 500 főre becsülik. A két hadsereg arra kényszerítette Scipiót, hogy visszavonuljon, egy Uticához közel eső földnyelvet választott ki erre a célra, melyet később Castra Corneliának neveztek el. Megerősítette, majd téli szállásait is ott alakította ki az utánpótlásokra (ruhára és gabonára) támaszkodva, melyeket Szicíliából, Szardíniából és Ibériából kapott. Hasdrubal és Syphax saját, elkülönített táborát némi távolságra húzta fel az ellenségtől.

### Béketárgyalások
A tél folyamán a karthágóiak folytatták csapataik felszerelését. Flottát építettek, hogy elvágják a rómaiak utánpótlás vonalait, így blokád alá vonva seregüket, illetve zsoldosokat vártak Ibériából és Liguriából. A mindennapos csatározások a két fél között ideiglenesen megszűntek Syphax törekvései miatt, hogy a megbékélésről  döntsenek. Hasdrubal elfogadta a javasolt feltétéleket, melyek kikötötték, hogy Karthágónak és Rómának is kölcsönösen vissza kell vonnia csapatait Itáliába és Afrikába, de nem kell megszakítania az előbb említett katonai előkészületeket. Egy ilyen feltételek melletti béke nyilvánvalóan nem azt a célt jelentette, amiért Scipio tárgyalásokba bocsátkozott Syphaxszal. Először arra használta a tárgyalásokat, hogy megnyerje a numídiaiakat Róma oldalára. Később annak ellenére, hogy bebizonyosodott ezen törekvések hiábavalósága, folytatta a követek küldését az ellenséges táborba. Egyrészről Scipio arra törekedett, hogy félrevezesse az ellenséget, tettetvén hogy bizonytalan, és ezért a béke megkötésére vágyik, másrészt pedig az ellenség pozíciójának és szervezettségének felderítése volt célja. A követei, akiket elővigyázatosan választottak ki az előbb említett cél eléréséhez, tájékoztatták Scipiót, mindkét tábor viskói elsősorban fából, nádból, s egyéb éghető anyagokból állnak.  

## A csata
Az előbbi információk alapján, Scipio alaposan kidolgozta tervét a csatához. Tudván a karthágói előkészületek folytatásáról Castra Cornelia lerohanása céljával, így már a tavasz első jeleinél megelőző csapásról döntött. Az antik szerzők két lehetséges verziót vázolnak fel. Titus Livius és Polübiosz szerint Scipio egy 2000 fős osztagot állított azon dombon, mely Uticára nézett, hogy így megtévessze ellenségeit, azt tettetvén, a város megtámadására készül. Egy másik, kisebb osztagot a tábor őrzésével és védelmével bízott meg, a város védőinek esetleges támadásával szemben. A fősereg éjszaka vonult több mint 10 km-t, elérvén a punok táborát még hajnalhasadás előtt. Két részre osztván hadseregét, utasította Laeliusz és Masszinissza numídiai seregeit, hogy Syphax táborában tüzeket gyújtva pusztítsák el azt. Syphax katonáinak esélye sem volt megmenekülni, mivel alvás közben, teljesen felkészületlenül érte őket a támadás. A palánkokon kívüli, kunyhókból induló tűz könnyen terjedt és csakhamar elemésztette az egész tábort. Minden kijáratot elálltak a rómaiak, nagyszámú fegyvertelen katonát mészároltak le, míg sokak a lángok közt vesztek vagy a teherhordó állatok taposták össze őket a kapuknál. Ugyanez történt Hasdrubal táborával is, habár a katonái felkeltek a szomszédos táborban kiütött tűz hírére. Sokan közülük fegyvertelenül indultak a másik táborba segíteni, azt gondolván, véletlen folytán ütött ki a tűz. Scipio a káosz ezen pillanatára várva utasította a serege másik felét támadásra. A karthágóiaknak nem volt lehetősége szervezett ellenállásra, így gyorsan leverték ellenállásukat. Csupán Hasdrubal és Syphax tudott egy kis számú csapat kíséretében elmenekülni.  

### Appianosz verziója
Livius és Polübiosz változatát más ókori történészek is elfogadják, mint például Lucius Annaeus Florus és Sextus Julius Frontinus. A Róma történelme című munkájának A pun háborúk fejezetében Appianosz egy másik történetet ismertet az eseményekről. Appianosz szerint Scipio csak Masszinisszát és lovasait küldte el, így megakadályozván Syphaxot abban, hogy segítséget nyújtson Hasdrubalnak. Légiósai nagy részével a római parancsnok hirtelen megtámadta Hasdrubal táborát, és lemészárolta szinte az összes katonáját, sőt azokat, akik kezdetben megszöktek, a római lovasság szintén elkapta. Amikor Syphax megtudta, hogy mi történt, egy lovas különítményt küldött Hasdrubal megsegítésére, de ezeket a lovasokat Masszinissza megtalálta és elűzte. Syphax attól tartva, hogy Scipio ellene fordul miután elpusztította Hasdrubal seregét, elhagyta táborhelyét és biztonságba vonult vissza seregével.

## Következmények

### Veszteségek
A karthágóiak súlyos veszteségeket szenvedtek, szárazföldi csapataik tulajdonképpen megsemmisültek. Polübiosz szerint az egyesült karthágói-numídiai sereg 91 500 fős veszteséget szenvedett el, halottakkal és foglyokkal együtt, 2500 túlélővel. Livius 40 000 halottat, 5000 foglyot és 2500 túlélőt ismer, ellentmondva ez előbbi számadatnak, míg Appianosz 30 000 halottról, 5000 fogolyról és 2500 túlélőről számol be, habár mind egyetértenek abban, a rómaiak vesztesége minimális volt, habár Cassius Dio feljegyezte, hogy nagyszámú római esett áldozatul egy későn érkező ibériai zsoldossereg következő reggeli támadásának, mely felkészületlenül érte őket. 

### Kiértékelés
Polübiosz írta: "...nem lehet még egy olyan katasztrófát találni, még akkor se ha túlzásokba esünk, amely összehasonlítható lenne ezzel,  oly' sok borzalommal haladja meg az összes eddigit. Az összes zseniális hőstett közül mely Scipio életútját kísérte, ez tűnik számomra a legfigyelemreméltóbbnak." 
Egy, egy egyedülálló csapással volt képes Scipio megszabadulni a karthágói blokádtól, hovatovább, ilyenformán  újraindulhatott az offenzíva, még azon a nyáron. Rövid idő múlva ezt a "nagy síksági csata" (avagy bagradasi csata) követte amely szintén Hasdrubal és Syphax vereségével végződött. Karthágó kénytelen volt visszahívni csapatait Itáliából, egy utolsó döntő összecsapás érdekében, melyre Kr. e. 202-ben került sor, és amely katasztrofális vereséggel végződött a punok számára, így végül a második pun háborút egy békeszerződés zárta le Kr. e. 201-ben.

## Fordítás
Ez a szócikk részben vagy egészben  a   Battle of Utica (203 BC) című angol Wikipédia-szócikk fordításán alapul.  Az eredeti cikk szerkesztőit annak laptörténete sorolja fel. Ez a jelzés csupán a megfogalmazás eredetét és a szerzői jogokat jelzi, nem szolgál a cikkben szereplő információk forrásmegjelöléseként.